# Adobe Photoshop
Adobe Photoshop – program graficzny przeznaczony do tworzenia i obróbki grafiki rastrowej, będący sztandarowym produktem firmy Adobe.
Program jest dostępny na platformy Windows i macOS. Projekty programu zapisywane są w dedykowanym formacie plików PSD.

## Historia
W roku 1987 Thomas Knoll na komputerze Apple Macintosh Plus rozpoczął pisanie programu służącego do wyświetlania obrazów na monitorze monochromatycznym (będącym w stanie wyświetlać tylko różne odcienie szarości). Program nazwany Display przykuł uwagę jego brata, Johna Knolla, który zasugerował Thomasowi, aby dodał do programu funkcje edycyjne. W 1988 r. Thomas przerwał naukę na pół roku, by wspólnie z bratem rozwijać program, którego nazwa znowu uległa zmianie na ImagePro. W tym samym roku doszło do zawarcia umowy pomiędzy Thomasem a producentem skanerów BarneyScan, na mocy której aplikacja miała być dołączana do skanerów tej firmy. Przy okazji tej współpracy doszło do ostatniej już zmiany nazwy, program otrzymał wówczas nazwę Photoshop. We współpracy z firmą BarneyScan sprzedano 200 kopii programu.
W tym samym czasie John odbył podróż do siedzib dwóch dużych korporacji:  Adobe oraz Apple. Prezentacja programu Russellowi Brownowi (dyrektorowi artystycznemu Adobe) zaowocowała kupieniem przez Adobe praw do dystrybucji aplikacji we wrześniu 1988 roku. Kiedy John pracował w Kalifornii nad wtyczkami, Thomas programował w Ann Arbor.
Pierwsza wersja programu Photoshop, 1.0, została wydana w 1990 r. wyłącznie na platformę Macintosh.

## Ewolucja aplikacji
Photoshop od tamtego czasu nieustannie jest poddawany modyfikacjom. W listopadzie 1993 wydano wersję 2.5, po raz pierwszy dostępną dla systemu Microsoft Windows (jednocześnie skompilowano tę wersję także dla UNIX-owych systemów Irix oraz Solaris). We wrześniu 1995 roku została wydana wersja 3.0 (Mac OS, Windows, Irix, Solaris), do której dodano między innymi obsługę warstw oraz zakładki w paletach. W kolejnej, czwartej edycji dodano warstwy korekcyjne (ang. adjustment layers) oraz makra (akcje), które umożliwiały przyspieszenie lub zautomatyzowanie wykonywanych zadań (np. wykonywanie kilku takich samych operacji na wielu plikach). W wersji 5.0 po raz pierwszy wprowadzono możliwość edytowania tekstu (we wcześniejszych edycjach tekst był wpisywany w specjalnym oknie dialogowym, a następnie rasteryzowany), paletę historii, zarządzanie kolorem, style warstw oraz magnetyczne lasso (przyciągające krawędzie zaznaczenia na zasadzie kontrastu). Edycja 5.5 jako pierwsza była sprzedawana razem z programem Image Ready. Dodano okno dialogowe „Save for web” (zawiera ono opcje przydatne przy zapisie obrazu na użytek internetu) i filtr „Extract” ułatwiający wycinanie przedmiotów z tła, dodano też efekty na warstwach takie jak: cienie czy kolor i wypukłości dzięki czemu nie były potrzebne dodatkowe efekty instalowane oddzielnie. Wersja 6.0 jako pierwsza obsługiwała kształty wektorowe. Dodano filtr „Liquify” i odświeżono interfejs użytkownika.
Wydany w 2002 roku Photoshop 7.0 był kompatybilny z Mac OS oraz Windows XP. Dodano w nim narzędzie „Healing Brush” służące do usuwania drobnych niedoskonałości zdjęcia oraz narzędzie „Slice tool” służące do dzielenia obrazka na części. Pojawiła się też funkcja tworzenia animacji (każda kolejna klatka animacji znajdowała się na osobnej warstwie), obsługa edycji oraz tworzenia obrazów w trybie 16-bit na kanał, możliwość zapisu ustawień narzędzi i palet w postaci pliku, tekst w końcu stał się w pełni wektorowy. W wydaniu 7.0.1 dodana została wtyczka Camera RAW.

## Creative Suite
Od edycji 8.0, Photoshop stał się częścią pakietu Creative Suite (stąd skrót CS po nazwie programu). Odtąd możliwe jest definiowanie własnych skrótów klawiszowych, dodane zostało narzędzie do wyszukiwania i zamieniania tekstów, możliwość zmiany stosunku wysokości do szerokości piksela, rozbudowano narzędzie do korekcji cień/światło, przeglądarkę plików, galerię filtrów, możliwość osadzenia tekstów na ścieżkach i kształtach, obsługa plików o maksymalnej rozdzielczości 300 000 × 300 000 pikseli, poprawiona obsługa metadanych, polecenie „Match color” dopasowujące paletę barwną dokumentu do innego pliku/warstwy, histogram czasu rzeczywistego, narzędzia służące do rozpoznawania i blokady druku banknotów, filtr „Lens blur”.
W wersji 9.0 (CS2) dodano wtyczkę Camera RAW 3, „Vanishing point” (punkt zanikania; wtyczka umożliwiająca między innymi klonowanie z kompensacją perspektywiczną), obiekty inteligentne (niedestrukcyjne wstawianie obiektów bitmapowych i wektorowych (z Adobe Illustrator) manipulowanie nimi i wymiana), obsługa HDR – plików z 32 bitami na kanał, możliwość łączenia plików z wielokrotnej ekspozycji w jeden z pełną kontrolą nad wartościami świateł i cieni, filtr „Korekcja obiektywu” służący do poprawy takich błędów obiektywów aparatów fotograficznych, jak aberracje sferyczne, aberracje chromatyczne czy winietowanie, inteligentne wyostrzanie oraz zmiękczanie obrazu, narzędzie do zniekształcania obrazu (wypaczanie, ang. warp), rozszerzona funkcja redukcji szumów z usuwaniem artefaktów związanych z kompresją JPEG, pędzel korygujący efekt czerwonych oczu za pomocą jednego kliknięcia, możliwość zaznaczania wielu warstw.
Adobe Photoshop 10.0 (CS3) otrzymał przeorganizowany interfejs użytkownika, Smart Filters – bezstratny odpowiednik dotychczasowych filtrów, pozwalający na dokonywanie w nich zmian nawet po tym, jak już zostały zastosowane (w efekcie czego praca z filtrami przypomina teraz bardziej pracę z efektami), zgodność z komputerami Macintosh wyposażonymi w procesory Intel, oraz systemem Windows Vista, narzędzie „szybkie zaznaczenie”, nowe tryby mieszania warstw, rozbudowa krzywych, miksera kanałów oraz jasności i kontrastu, zmodernizowane okno drukowania, optymalizacja grafiki przeznaczonej na urządzenia przenośne oraz szybsze uruchamianie.
W październiku 2008 r. firma Adobe wprowadziła na rynek nową rodzinę produktów pod nazwą Adobe Creative Suite 4, w skład której wchodził nowy Photoshop CS4. Wersja ta posiada możliwość importowania, obracania, teksturowania modeli 3D zapisanych np. w 3D Studio Max oraz nakładania filtrów na warstwy bez konieczności rastrowania.
Następną wersją programu jest Adobe Photoshop CS6. Posiada ona wiele funkcji znacznie przyspieszających pracę, np. usuwanie obiektów z uwzględnieniem zawartości czy inteligentne zaznaczanie ostrych krawędzi (włosy, sierść, włókna). Usprawniona została również praca przy obrazach HDR. W wersji Extended dodano nowe narzędzia do pracy z grafiką 3D. Wersja CS6 oferuje m.in. udoskonalone narzędzia rozmycia (blur gallery), rozszerzony interfejs do pracy z grafiką 3D, oraz wiele udoskonaleń poprzednich narzędzi (np. crop tool, patch tool), a także zupełnie nowe, np. content-aware tool.
Najnowszą wersją programu jest Adobe Photoshop CC. Dostępny jest on w formie abonamentu Creative Cloud.

### Podsumowanie wersji[5]
- Photoshop 1.0 – luty 1990 (Mac OS)
- Photoshop 2.0 – czerwiec 1991 (Mac OS)
- Photoshop 2.5 – listopad 1992 (Mac OS, Windows)
- Photoshop 3.0 – listopad 1994
- Photoshop 4.0 – listopad 1996
- Photoshop 5.0 – maj 1998
- Photoshop 6.0 – wrzesień 2000
- Photoshop 7.0 – marzec 2002
- Photoshop CS (8.0) – październik 2003
- Photoshop CS2 (9.0) – kwiecień 2005
- Photoshop CS3 (10.0) – kwiecień 2007
- Photoshop CS4 (11.0) – październik 2008
- Photoshop CS5 (12.0) – kwiecień 2010
- Photoshop CS6 (13.0) – wydany w maju 2012 roku. Został wzbogacony o nowe narzędzia oraz nowy interfejs, który skupia się na uatrakcyjnieniu wydajności. Nowe funkcje zostały dodany do funkcji „Kolor pierwszego planu” (Content-Aware) zarówno jak do funkcji „Kopia przejrzystości” (Content-Aware Patch) i funkcji „Przesuwanie z uwzględnieniem zawartości” (Content-Aware Move). Adobe Photoshop CS6 zawiera również pakiet narzędzi służących do edycji wideo. Regulacja koloru i ekspozycji, zarówno jak warstwy są jednymi pośród wielu przedstawionych w nowym edytorze. Uzupełniając edycję, użytkownik zostaje obdarowany użytecznymi opcjami eksportowania w kilku popularnych formatach. CS6 wnosi „poprawki” do narzędzi programu, gdzie użytkownik z łatwością rysuje linie gdziekolwiek na obrazku, a obszar roboczy zmienia orientacje automatycznie, więc narysowane linie stają się horyzontalne i dostosowują odpowiednio nośnik. Zostało to stworzone z myślą, że użytkownik zamierza rysować linie równoległe do płaszczyzny podłoża na obrazku oraz zmienia orientacje obrazka w stosunku do tej płaszczyzny, łatwiej osiągając pewną perspektywę. CS6 pozwala na zapisywanie tła, co znaczy, że kiedy inny dokument jest kompilowany, jest możliwość jednoczesnej edycji obrazu. CS6 również dysponuje dostosowaną funkcją auto-zapisu, co zapobiega możliwej utracie pliku. Adobe również ogłosiło, że wersja CS6 będzie ostatnią sprzedawaną z dożywotnią licencją, zastąpiona nową subskrypcją Creative Cloud, ale będzie kontynuowana dla wersji CS6 dla kompatybilności z systemami operacyjnymi oraz będzie zapewniała naprawę błędów i zabezpieczenie aktualizacji, jeżeli będzie to wymagane.
- Photoshop CC (14.0) – wydany 18 czerwca 2013 roku. Jako kolejna główna wersja po CS6, jest dostępna tylko w ramach subskrypcji Creative Cloud. Najistotniejsze narzędzia w tej wersji to całkowicie nowe inteligentne wyostrzanie, „Zachowaj szczegóły” (Intelligent Upsampling) i funkcja redukcji potrząśnięć aparatem służąca do zmniejszenia rozmycia spowodowanego drganiami aparatu. Edycja zaokrąglonych prostokątów i edycja wersji Adobe Camera Raw (8.0) również zostały uwzględnione. Od pierwotnego uruchomienia, firma Adobe dodała dwie dodatkowe funkcje aktualizacji. Na początku wersja 14.1 została uruchomiona 9 września 2013 roku. Głównymi funkcjami tej wersji były Adobe Generator i platforma Node.js, służące do tworzenia wtyczek do programu Photoshop. Program Photoshop 14.1 jest dostarczany z dwiema wtyczkami. Jedna służy do automatycznego generowania zasobów obrazu na podstawie rozszerzenia w nazwie warstwy, a druga do automatycznego generowania zasobów w programie Adobe Edge Reflow. Wersja 14.2 została wydana 15 stycznia 2014 roku. Główne funkcje obejmują obsługę funkcji: „Wypaczenie perspektywy” (Perspective Warp), „Połączonych obiektów inteligentnych” (Linked Smart Objects) oraz „Drukowanie obiektu 3D” (3D Printing support).
- Photoshop CC 2014 (15.0) Został wydany w 18 czerwca 2014 roku. Funkcje dla wersji CC 2014 zostały wzbogacone o nowe narzędzia, jak kolor pierwszego planu, dwa nowe narzędzia rozmazywania: „Rozmycie obrotowe” (Spin Blur) i „Ścieżka rozmycia” (Path Blur) oraz nowego filtru „Maska wyostrzająca” (Focus Mask Feature), która umożliwia użytkownikowi wybranie części obrazka, bazując na tym, czy są ostre, czy nie. Wprowadzone zostały inne drobne ulepszenia, wliczając w to zwiększenie prędkości aktualnych czynności.
- Photoshop CC 2015 (16.0 i 17.0) – czerwiec 2015
- Photoshop CC 2017 (18.0) – grudzień 2016
- Photoshop CC 2018 (19.0) – październik 2017
- Photoshop CC 2019 (20.0) – październik 2018
- Photoshop CC 2020 (21.0) – listopad 2019[6]
- Photoshop CC 2021 (22.0) – luty 2021
- Photoshop CC 2022 (23.0) – październik 2021
- Photoshop CC 2023 (24.0) – październik 2022
- Photoshop CC 2024 (25.0) – wrzesień 2023